# Auaris
Auaris (auch Avaris) ist der griechische Name der altägyptischen Stadt Hut-waret. Sie lag im östlichen Nildelta in unmittelbarer Nähe des heutigen Ortes Tell el-Dabʿa.

## Forschungsgeschichte
Bereits im Jahr 1885 führte Édouard Naville erste Untersuchungen durch. Obwohl sich unter den Funden syrisch-palästinische Bronzen und Keramik befanden, blieben diese nur kursorisch veröffentlicht und wenig beachtet. 1928 stieß Mahmud Hamza ca. 2 km nördlich von Tell el-Dabʿa, am Südrand der Ortschaft Qantir, bei Ausgrabungen auf eine gewaltige Palastanlage aus der Zeit der 19. und 20. Dynastie, die er als Pi-Ramesse identifizierte. Dabei kamen Fayence-Kacheln und Architekturteile zu Tage, die sich zu Thronaufgängen, Erscheinungsfenstern und prächtigen Portalen zusammenfügen ließen. Nach Ausgrabungen westlich von Tell el-Dabʿa 1942 bis 1944 identifizierte Labib Habachi diesen Fundplatz als Erster als Hyksos-Hauptstadt Auaris. Zur selben Zeit untermauerte er die Ansicht, dass es sich beim Fundplatz Qantir um Pi-Ramesse handelte, da er beim nahe gelegenen Didamun-Kanal auf Portale stieß, die aus Häusern von hohen Beamten aus der Ramessidenzeit stammten.
Allerdings vertraten Ägyptologen wie Pierre Montet die Ansicht, dass Auaris und Pi-Ramesse in Tanis liegen müssten, da sich dort eine Unzahl von Steinmonumenten befindet, die nur aus Pi-Ramesse und Auaris stammen können. Man konnte sich nicht vorstellen, dass die enorme Menge an Steinmonumenten während der 21. und 22. Dynastie von Qantir in das 25 km entfernt liegende Tanis abtransportiert wurde. Andererseits wurde nicht ein einziger Block in Tanis in ursprünglicher in-situ-Verwendung gefunden.
Shehata Adam entdeckte bei Ausgrabungen von 1951 bis 1954 einen Teil des Gebietes aus der 12. Dynastie bei ʿEzbet Rushdi, darunter einen Tempel für den Kult des Amenemhet I. Seit 1966 (mit einer kurzen Unterbrechung von 1970 bis 1974) wird das Gebiet durch das Österreichische Archäologische Institut untersucht, von 1966 bis 2009 und 2011 unter der Leitung von Manfred Bietak, seit 2009 unter der Leitung von Irene Forstner-Müller. Seit 2016 wurden die Grabungen eingestellt. Es finden derzeit Aufarbeitungskampagnen statt die der Publikation der bisher über 80 Grabungs- und Aufarbeitungskampagnen dienen. Durch die Grabungen des Österreichischen Archäologischen Institutes konnte eine eindeutige Lokalisierung von Auaris in Tell el-Dabʿa und Pi-Ramesse in Qantir vorgenommen werden.
Von 1966 an war der Forschungs-Schwerpunkte auf Siedlungsarchäologie, basierend auf stratigraphischen Siedlungsfolgen sowie auf Siedlungsmorphologie ausgerichtet Siedlungsarchäologie Da man einen Grabungsplatz von 250 ha auch nicht in 1000 Jahren ausgraben kann, wurde die Grabung durch ausgedehnte Magnetometersurveys ergänzt, um dadurch erweiterte Recherchen zur Stadttopographie erstellen zu können, die in einen Übersichtsplan von Tell el-Dab'a münden. Grundlage dafür bietet der auf Basis der Magnetik erstellte Übersichtsplan von Tell el-Dab'a. Dazu gehören unter anderem die Erforschung der antiken Flussarme und die Rekonstruktion der Hafen-Landschaft.

## Geographische und topographische Merkmale

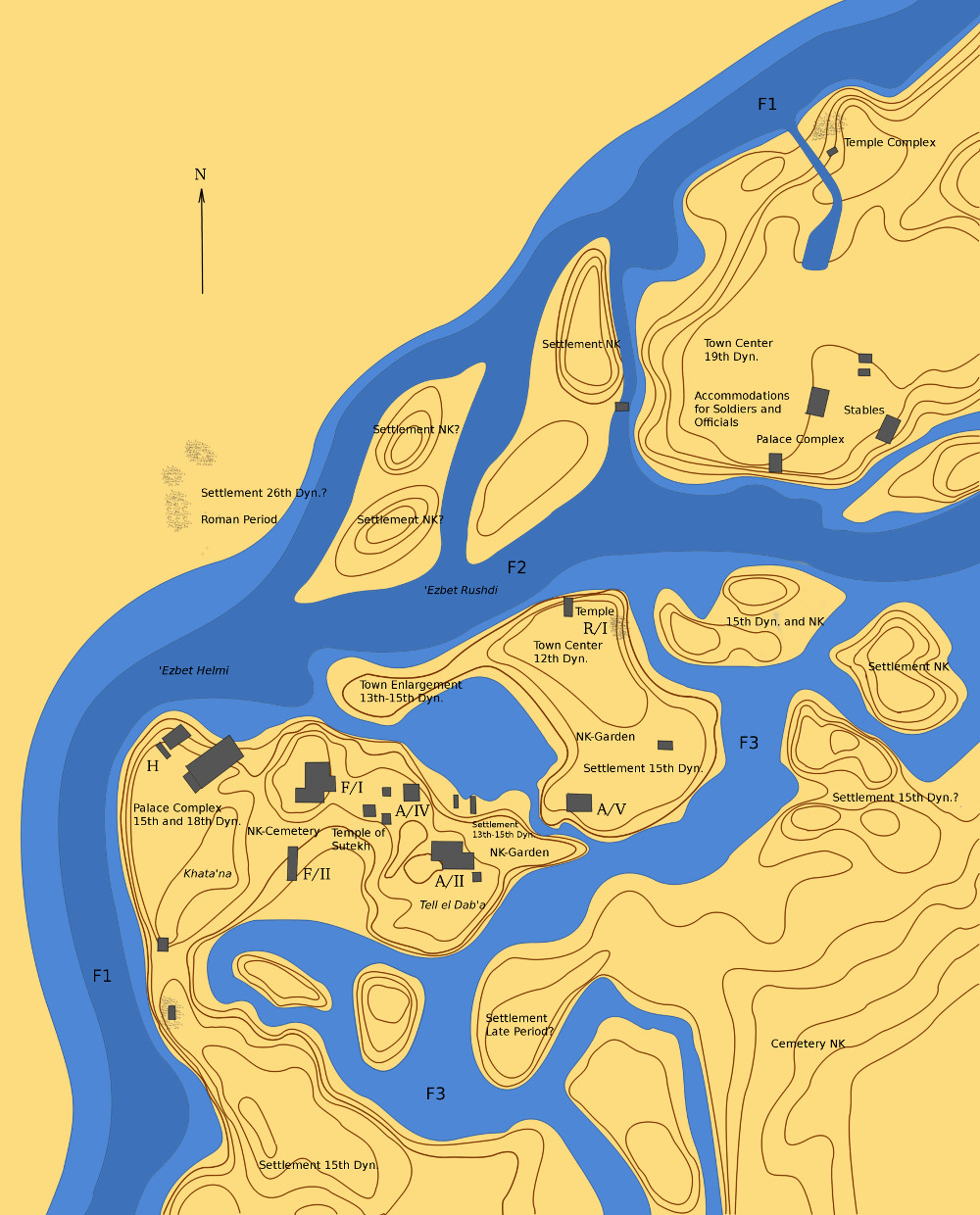
Rekonstruierte Landschaft von Tell el-Dabʿa / Auaris

Der Fundplatz Tell el-Dabʿa liegt heute im ägyptischen Ostdelta am Didamun-Kanal, ca. 8 km nördlich von Faqus bzw. ca. 140 km nordöstlich von Kairo. In der Antike lag Auaris am östlichsten der Deltaarme, dem Pelusischen Nilarm. Ab dem späten elften Jahrhundert v. Chr. begann der Fluss jedoch zu versanden und verlagerte sich nach Westen. Für die Lokalisierung von Auaris bei Tell el-Dabʿa und Pi-Ramesse bei Qantir war es deshalb besonders wichtig, den ursprünglichen Verlauf des Pelusischen Nilarms festzustellen. Gerade in diesem Gebiet ist er eindeutig anhand eines stark ausgeprägten Sedimentationsrückens nachweisbar. Die beiden Uferdämme sind hier höher erhalten, da sich die Konturen durch Siedlungstätigkeit, also durch Baurelikte aus Lehmziegeln, stark erhöht hatten.
Die antike Topographie, die weitestgehend nicht mehr erhalten ist, konnte in der Umgebung von Tell el-Dabʿa anhand von Bodenbohrungen rekonstruiert werden. Die moderne Oberfläche erscheint flach und ist bedeckt von landwirtschaftlich genutzten Feldern. Nur ein kleiner Tell ist sichtbar (nördlich von Areal A/II), der heute als Friedhof verwendet wird.
Zu pharaonischer Zeit bestand das Gelände aus einer Hügelkette aus Sandrücken, sogenannten Geziras. Als vor der Überschwemmung geschütztes Land boten sie günstige Besiedlungsgründe. Vom Pelusischen Nilarm zweigten zwei breite Nebenarme nach Osten ab (F2 und F3), die durch kleinere Verzweigungen verbunden waren und so die Geziras als „Inseln“ umschlossen. Der Arm F2 war seichter als F1, aber noch schiffbar. F3 war zu Beginn des Mittleren Reiches vermutlich noch als Flussarm aktiv, aber in der späten Hyksoszeit bereits weitgehend verlandet.

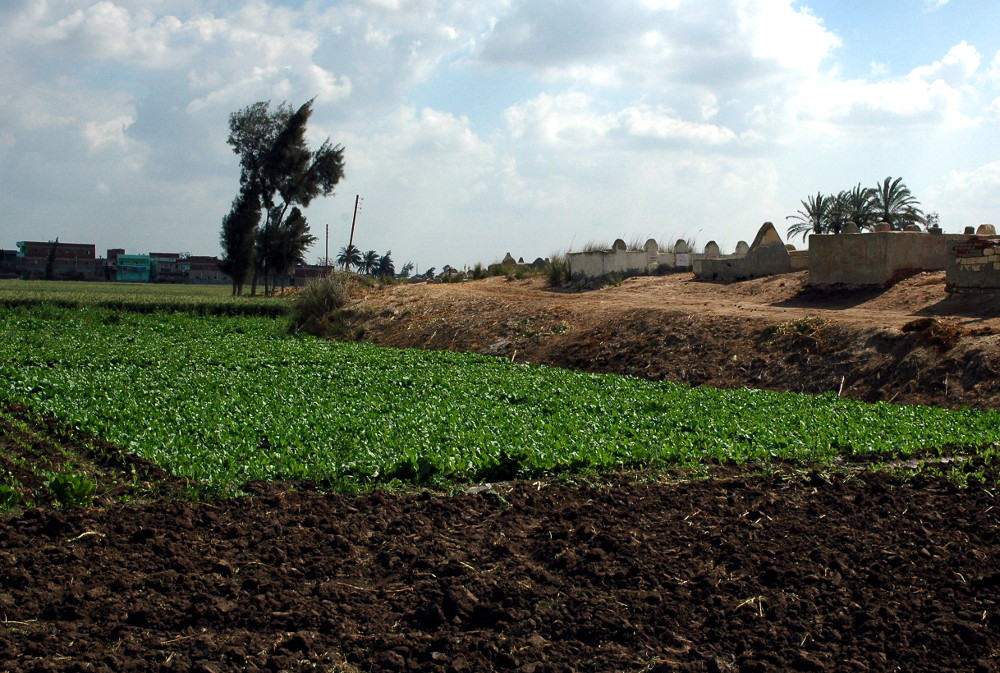
Kleiner Tell bei Tell el-Dabʿa mit modernem Friedhof; im Hintergrund links das Dorf ʿEzbet Rushdi

Die größte Ausbreitung erreichte die Siedlungsstruktur während der 19. und 20. Dynastie mit zwei Ballungszentren, im Norden bei Qantir und im Süden bei Tell el-Dabʿa. Die beiden zwei Kilometer entfernt liegenden Gebiete waren durch weitere Siedlungsgründe auf kleineren Sandrücken und einen Besiedlungsstreifen entlang der östlichen Uferdammzone des Pelusischen Nilarmes noch stärker miteinander verbunden. Nördlich vom Tell el-Dabʿa lag ein Seebecken, in dessen Mitte das Wasser fast das ganze Jahr hindurch stehen blieb und das vom westlich gelegenen Pelusischen Nilarm über eine kanalartige Einmündung gespeist wurde. Nach Berichten aus der Biographie des Ahmose, Sohn der Ibana, und der zweiten Kamose-Stele zu urteilen, wurden in den Gewässern um Auaris sogar Flottenoperationen durchgeführt.
Insgesamt nahm die Stadt einen strategisch äußerst günstigen Platz ein:
- Die Lage am Pelusischen Nilarm bot eine rasche Verbindung zur Mittelmeerküste und ins Niltal.
- Es lagen günstige natürliche Hafenbedingungen vor.
- Der Ort war gegen die unsichere Ostgrenze durch das Bahr el-Baqar Entwässerungssystem und in weiterer Entfernung durch die Marschlandschaft der Manzala-Seen geschützt.
- Der Landweg (Horusweg) von Syrien-Palästina nach Ägypten stieß in diesem Bereich auf die Wasserstraße des Pelusischen Nilarms. Damit bildete die Stadt das Tor zum damals bedeutendsten Wirtschaftsraum dieser Region.

## Geschichte

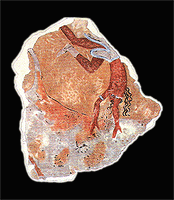
Minoisches Fresko aus Auaris.

Koordinaten: 30° 47′ N, 31° 49′ O

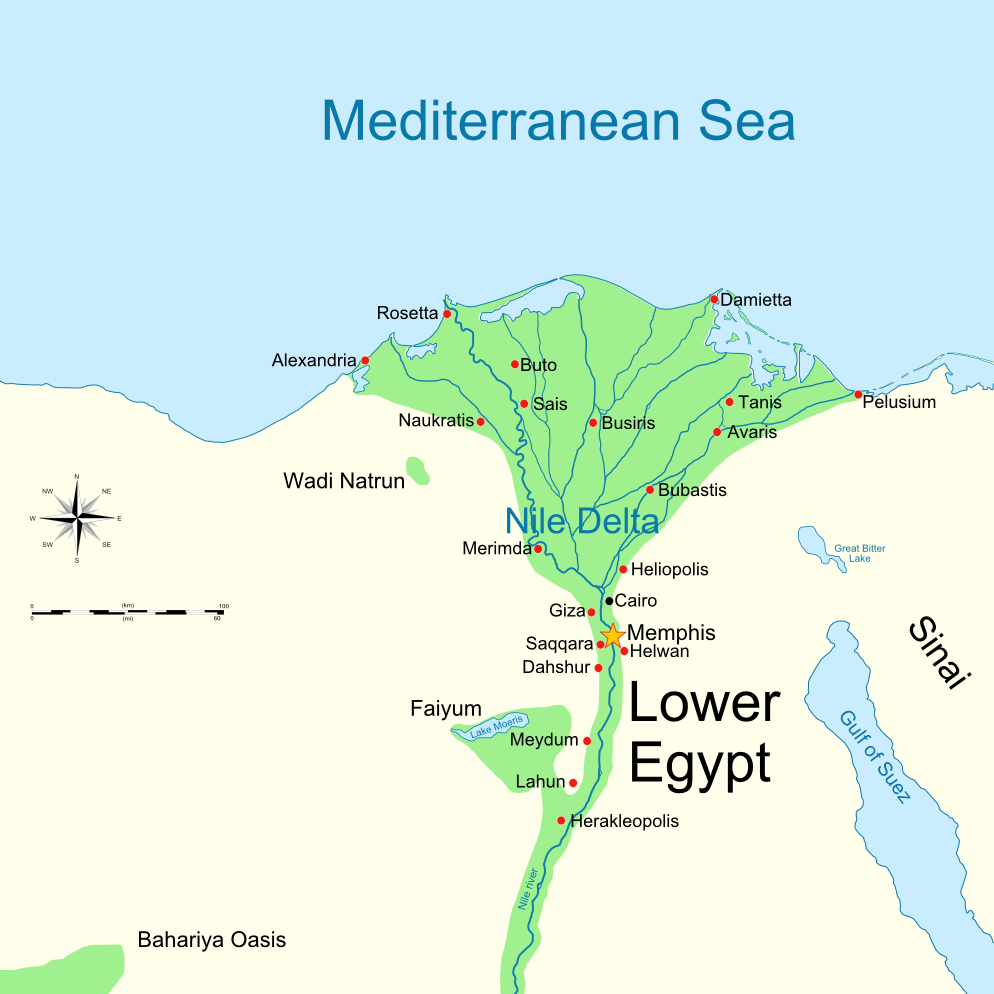
Altes Unterägypten mit Auaris

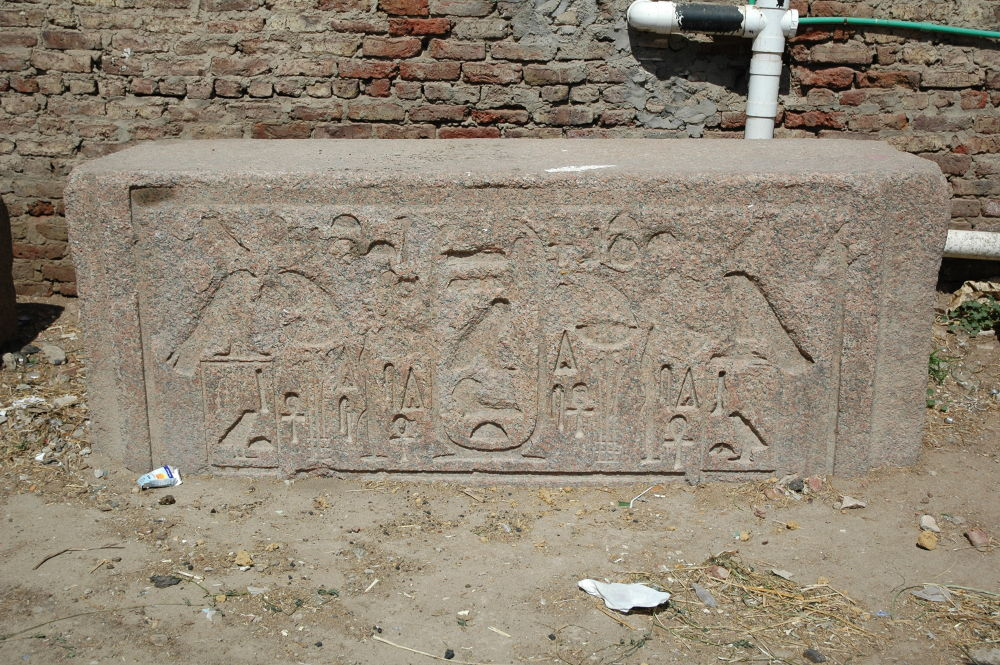
Granitblock in Ezbet Helmi mit dem Namen des Amenemhet I.

Der Ort erscheint in ägyptischen und griechischen Quellen als die Hauptstadt der Hyksos, einer Fremdherrscherdynastie vorderasiatischer Herkunft in Ägypten. Die Überreste der Stadt werden mit der heutigen Ortschaft Tell el-Dab'a im östlichen Nildelta identifiziert. Auaris lag auf überschwemmungsfreien Geziras (Sandrücken), welche östlich des pelusischen Nilarms lagen und noch weiter im Osten von einem Altwasserarm umgeben waren. Es war ein bedeutender Seehafen und lag am Ausgangspunkt der Hauptverkehrswege in die Levante.
Schon im frühen Mittleren Reich gab es hier eine große planmäßig angelegte Siedlung mit einem schachbrettartigen Stadtplan. Die Hauseinheiten mit ca. 27 m² sind sehr klein und lassen vermuten, dass hier eine sozial niedrige Schicht angesiedelt wurde. Weiter nordöstlich, bei Ezbet Ruschdi, lag eine etwas spätere Siedlung des Mittleren Reiches mit einem Gedächtnistempel für den Gründer der 12. Dynastie Amenemhet I., den Sesostris III. in seinem 5. Regierungsjahr (ca. 1668 v. Chr.) errichten ließ. Auch hier fand sich ein Siedlungsmuster, das nach einem schachbrettartigen Plan angelegt worden war.
Ab der späten 12. Dynastie (ca. ab 1850 v. Chr.) siedelten sich südlich dieser Stadt – gewiss mit Einverständnis der ägyptischen Krone – Einwanderer aus der nördlichen Levante an, die den Ort in der Folge zu einem Handelszentrum gedeihen ließen. In dieser Phase errichtete man noch Wohnhäuser nach vorderasiatischen Architekturtraditionen wie das syrische Mittelsaalhaus und das Breitraumhaus. Bald danach, ab der frühen 13. Dynastie, übernahmen diese Siedler ägyptische Hausformen. Ausgrabungen legten ein großes Herrenhaus von über 1400 m² frei, das wohl ein hoher Würdenträger bewohnte. Südlich des Hauses fand sich ein Garten mit Bewässerungssystem. Schließlich legte man in dem Garten einen Friedhof an, in dem offenbar die Funktionäre des Herrenhauses mit ihren Familien beigesetzt waren. Die Grabarchitektur war wohl ägyptisch, die Beigaben wie vorderasiatische Waffen und der Brauch, paarweise Esel, Schafe und Ziegen im Eingangsbereich der Grüfte beizusetzen, zeigen jedoch, dass die Bestatteten aus Vorderasien stammten. Ein goldgefasster Amethystskarabäus aus einem der Gräber nennt einen Herrscher von Retjenu, eine allgemeine Bezeichnung Kanaans in dieser Zeit. Bald wurde neben dem Herrenhaus ein größeres angelegt, das jedoch nicht vollendet wurde. Das alte Herrenhaus wurde ebenfalls verlassen und abgemauert.
In der Folgezeit entstand hier eine Siedlung mit egalitärem Muster. Not- und Massengräber deuten auf eine Epidemie in der zweiten Hälfte der 13. Dynastie hin. Knapp vor der Hyksoszeit wurde die Siedlung wieder differenzierter und wich einer hierarchischen Struktur ägyptischen Stils. Es scheint, als habe hier im Stadtzentrum die Oberklasse der Stadt mit Wohnhäusern von bis zu 900 m² gewohnt.
Im Ostteil der Stadt fand sich ein großer Sakralbezirk mit einem über 30 m langen Tempel vorderasiatischen Typs, dessen Sanktuar mit einem Breitraum mit großer Nische ausgestattet war. Davor fand sich ein offener Altar für Brandopfer. Er stand im Schatten von Eichenbäumen. Den westlichen Rand des Kultbezirks säumte ein Knickachsentempel mit freistehendem Turm. Nördlich des Altars war ein Gebäude errichtet, das kultischen Mahlzeiten diente, deren Reste auf seinem Boden und südlich des Hauses zurückgeblieben waren. Da dieser Sakralbezirk von Friedhöfen mit je einer Totenkapelle umgeben war, dürften diese Kultmahlzeiten aus funerären Anlässen veranstaltet worden sein. Man kann in diesem Zusammenhang an ein bêt marzeah denken, wie es seit dem 3. Jahrtausend in Vorderasien überliefert ist.
Über die Widmung der genannten Tempel kann man nur Mutmaßungen anstellen. Der große Tempel dürfte wegen der Eichenbäume der Aschera, Gattin des El, gewidmet gewesen sein. Diese Identifizierung wäre auch in Hinblick auf die Funktion der Stadt als wichtiger Hafenplatz sinnvoll, da diese Göttin mit dem Meer verbunden war.
Anhand eines lokal geschnittenen Rollsiegels mit der Darstellung des Wettergottes Hadad/Baal-Zephon als Schirmherr der Seefahrer ist es wahrscheinlich, dass dieser durch die Siedler aus der Levante in der 13. Dynastie eingeführt und schließlich als interpretatio aegyptiaca mit dem ägyptischen Wettergott Seth identifiziert wurde. Seth, der Herr von Auaris, wurde der Schirmherr der Dynastie des Königs Nehesi (14. Dynastie) und scheint in der Folgezeit die wichtigste Gottheit von Auaris geworden zu sein, die mit der Hyksosdynastie (15. Dynastie) fest verbunden war. Dass Seth von Auaris die ganze Zeit hindurch in Gestalt des syrischen Wettergottes verehrt worden war, können wir anhand seiner wesentlich späteren Darstellung in asiatischer Gestalt auf der sogenannten 400-Jahres-Stele als Ahnherr der 19. Dynastie annehmen.
Wo der Sethtempel der Hyksoszeit stand, lässt sich nur vage vermuten. Im Stadtzentrum (Areal F/I) fanden sich noch Reste eines großen Tempels, der der Ackertätigkeit zum Opfer gefallen ist. 200 m südlich von diesem fand sich ein Palast syrischen Typs (Areal F/II), der dem Hyksos Chajan zugeschrieben werden kann. Dieser scheint über eine Prozessionsstraße mit dem oben genannten Tempel in Verbindung gestanden zu sein. Auf dem Vorplatz des Palastes fanden sich Gruben mit abgehackten rechten Händen, die vermutlich Relikte von Kriegstrophäen jener Soldaten waren, die für ihre Tapferkeit und Tötungseffizienz an dieser Stelle ausgezeichnet worden waren.
Unter dem genannten Palast kamen völlig ausgebrannte Magazine eines älteren Palastes zum Vorschein, der in die Zeit der 14. Dynastie (ca. 1700–1640 v. Chr.) datiert werden kann. In der späten Hyksoszeit (ca. 1580–1540 v. Chr.), offenbar in der Zeit des Hyksos-Pharao Apopi I., wurde ein neuer Palastbezirk im Westteil der Stadt unmittelbar am Ostufer des östlichsten Nilarmes (des Pelusischen Nilarmes) angelegt. Von diesem sind nur Gartenanlagen und Randgebäude freigelegt worden. Der Großteil des Palastes dürfte rezenten Kanal- und Straßenbauten zum Opfer gefallen sein.
In der späten Hyksoszeit wurde die Stadt von einer mit Bastionen ausgestatteten Wehrmauer umgürtet. Möglicherweise war dies eine Maßnahme, um sich gegen zunehmend schwierige und schließlich rebellische Vasallen, der 17. Dynastie aus Theben, zu schützen. Diese Stadtmauer hatte in manchen Bereichen der Siedlung Platznot zur Folge. Höfe wurden mit Wohnhäusern belegt. Gräber wurden wieder im Inneren von Wohnhäusern angelegt. Nur in den Randbereichen der Stadt (Areal A/V) war die Parzellierung noch großzügig.
Die Bewohner von Auaris waren in der Zweiten Zwischenzeit größtenteils vorderasiatischer Herkunft. Materielle Kultur und Architekturtradition sprechen für die Region des Libanons und Nordsyriens als Ursprungsland. Die Stadt scheint bereits ab dem Mittleren Reich und vor allem in der Hyksoszeit eine Hafenstadt gewesen zu sein (die Kamosestele berichtet von hunderten von Schiffen) und war mit einem großen künstlichen Hafenbecken ausgestattet. Seefahrt dürfte daher mit der Ansiedlung dieser fremden Bewohner in Zusammenhang stehen. Sie sind wohl auch als Träger der Hyksosherrschaft anzusehen.
Die Kultur zeigt anfangs eine hochgradige Ägyptisierung, die sich vor allem im domestischen Bereich in der Architektur und der materiellen Kultur zeigt. Im sakralen und funerären Bereich verweilte man jedoch zäher an der Tradition der Mittleren Bronzezeit in der Levante. Es zeigt sich außerdem, dass nach einer anfangs intensiven Phase der Akkulturation ein Verharren an der ursprünglichen Kultur geschah. Der wirtschaftliche Hintergrund der Stadt war der Handel mit dem ostmediterranen Raum, vor allem mit der Levante und Zypern einerseits, ab der Hyksoszeit und knapp davor auch mit der Kerma-Kultur im Sudan. Im Laufe der Hyksoszeit geht der Außenhandel mit der Levante auffallend zurück, was sich möglicherweise auf den Niedergang von Auaris und des Hyksosreiches ausgewirkt hat.
Die Vasallendynastie aus Theben machte schließlich unter Kamose einen Vorstoß bis nach Auaris. Einige Zeit später konnte schließlich dessen Nachfolger und Begründer der 18. Dynastie, Ahmose, Auaris um ca. 1530 v. Chr. einnehmen. Archäologisch zeigt sich das in einem Verlassen der Stadt, doch dürfte zumindest ein Teil der Bevölkerung zurückgeblieben sein, wie sich anhand der ungebrochenen Weiterführung der Keramikproduktion der Hyksoszeit bis in die Thutmosidenzeit zeigt. Die neuen Herrn von Auaris benutzten den hervorragenden Platz schließlich als militärischen Stützpunkt und weiterhin als Seehafen, aus dem sich schließlich in der Zeit Thutmosis III. und Amenophis II. der berühmte Marinestützpunkt Peru-nefer entwickelte. Dort gediehen Texten zufolge kanaanäische Kulte weiterhin. In der frühen Thutmosidenzeit, vermutlich in der frühen Regierungszeit Thutmosis III., wurde hier ein Palastbezirk in der Größe von 5 Hektar errichtet. Zwei der Paläste waren mit minoischen Wandmalereien ausgestattet, die anhand ihrer Motive und Embleme einen direkten Bezug zu Knossos und der minoischen Thalassokratie herstellen.
Nach Amenophis II. scheint die Hafenstadt aufgegeben worden zu sein, wurde aber unter Haremhab, in einer prekären außenpolitischen Situation, erneut befestigt. Bald danach, unter Sethos I. und Ramses II., wurde die Hauptstadt Ägyptens und damit der Regierungssitz der Pharaonen in die Nähe des modernen Qantir verlegt. Auaris wurde dadurch zum südlichen Bereich der neu errichteten Residenz Pi-Ramesse. Vor allem der Seth-Tempel wurde damals weiter ausgebaut. Ein Teil von Auaris blieb auch weiterhin der Hafen, der Großteil war jedoch Ruinenfeld und wurde vor allem als Begräbnisplatz für die Bevölkerung von Pi-Ramesse verwendet.

## Das Ende von Pi-Ramesse und der Umzug nach Tanis
Am Ende der 20. Dynastie, etwa um 1110 v. Chr., wurde Pi-Ramesse aufgegeben. Vermutlich war dies durch die Verlandung des pelusischen Nilarms bedingt. Mit dem Umzug in das 30 Kilometer entfernte Tanis war der Transport von zahlreichen Monumenten aus Pi-Ramesse verbunden, was dazu führte, dass aufgrund der zahlreichen Inschriften zunächst Tanis mit der Ramses-Stadt identifiziert wurde.
Infolge der Versandung des Pelusischen Nilarms war die Stadt nach der 20. Dynastie fast ein halbes Jahrtausend lang verlassen und wurde erst nach der Reaktivierung dieses Wasserwegs ab der Saïten- und Perserzeit bis in die frühe Ptolemäerzeit durch eine ausgedehnte Siedlung mit Turmhäusern und einem Tempel neu bewohnt.